# Belgische kampioenschappen atletiek 1905
In 1905 vonden de Belgische kampioenschappen atletiek Alle Categorieën plaats op 25 juni in Elsene. Er werden alleen kampioenschappen voor mannen georganiseerd.
Tijdens deze kampioenschappen verbeterde Gaston Martens het Belgisch record bij het verspringen tot 6,30 m en Léon Dupont dat bij het hoogspringen tot 1,68 m. Het polsstokhoogspringen stond voor het eerst op het programma.

## Uitslagen
| Onderdeel            | Atleet             | Prestatie   |
| -------------------- | ------------------ | ----------- |
| 100 m                | Maurice Jacobowicz | 11,0 s (NR) |
| 400 m                | Marc Gripari       | 53,4 s      |
| 1 mijl               | Jules Lesage       | 4.37,2      |
| 110 m horden         | Fernand Halbart    | 16,6 s      |
| hoogspringen         | Léon Dupont        | 1,68 m      |
| polsstokhoogspringen | A. Verhaegen       | 2,65 m      |
| verspringen          | Gaston Martens     | 6,30 m (NR) |
| kogelstoten          | Henri Hubinon      | 11,07 m     |

1889 · 
1890 · 
1891 · 
1892 · 
1893 · 
1894 · 
1895 · 
1896 · 
1897 · 
1898 · 
1899 · 
1900 · 
1901 · 
1902 · 
1903 · 
1904 · 
1905 · 
1906 ·
1907 ·
1908 · 
1909 · 
1910 · 
1911 · 
1912 · 
1913 · 
1914 · 
1919 · 
1920 · 
1921 · 
1922 · 
1923 · 
1924 · 
1925 · 
1926 · 
1927 · 
1928 · 
1929 · 
1930 · 
1931 · 
1932 · 
1933 · 
1934 · 
1935 · 
1936 · 
1937 · 
1938 · 
1939 · 
1940 · 
1941 · 
1942 · 
1943 · 
1944 · 
1945 · 
1946 · 
1947 · 
1948 · 
1949 · 
1950 · 
1951 · 
1952 · 
1953 · 
1954 · 
1955 · 
1956 · 
1957 · 
1958 · 
1959 · 
1960 · 
1961 · 
1962 · 
1963 · 
1964 · 
1965 · 
1966 · 
1967 · 
1968 · 
1969 · 
1970 · 
1971 · 
1972 · 
1973 · 
1974 · 
1975 · 
1976 · 
1977 · 
1978 · 
1979 · 
1980 · 
1981 · 
1982 · 
1983 · 
1984 · 
1985 · 
1986 · 
1987 · 
1988 · 
1989 · 
1990 · 
1991 · 
1992 · 
1993 · 
1994 ·
1995 · 
1996 · 
1997 · 
1998 · 
1999 · 
2000 · 
2001 · 
2002 · 
2003 · 
2004 · 
2005 · 
2006 · 
2007 · 
2008 · 
2009 · 
2010 · 
2011 · 
2012 · 
2013 · 
2014 · 
2015 · 
2016 · 
2017 · 
2018 · 
2019 · 
2020 · 
2021 · 
2022 · 
2023 · 
2024